# Tjernobog
Tjernobog (skrives også Crnobog, Chernobog, Czernobog eller Zernebog) betyder "den sorte gud" og har skikkelse af en løve. Han var i vendisk mytologi guden for ondskab. Man tilbad ham med blodofre i frygt og rædsel. Bielbog er Tjernobogs modstander.
Tjernobog blev brugt som dæmon i Disneys film Fantasia.
Neil Gaiman har også brugt Tjernobog i sin roman American Gods.